# Born in the Echoes
Born in the Echoes – ósmy album studyjny brytyjskiego zespołu muzyki elektronicznej The Chemical Brothers, który ukazał się 17 lipca 2015.

## Lista utworów
1. Sometimes I Feel So Deserted
2. Go (feat. Q-Tip)
3. Under Neon Lights (feat. St. Vincent)
4. EML Ritual (feat. Ali Love)
5. I’ll See You There
6. Just Bang
7. Reflexion
8. Taste Of Honey
9. Born in the Echoes (feat. Cate Le Bon)
10. Radiate
11. Wide Open (feat. Beck)